# Samuel Pufendorf
Samuel von Pufendorf (født 1632 8. januar, 26. oktober 1694) var en tysk jurist og hovedskikkelse indenfor naturretstænkningen. 
Pufendorf tjente i det svenske gesandtskab og sad fanget i Kastellet i København efter det svenske angreb på byen 1658. Her skrev han sit første større værk Elementorum iurisprudentiae universalis (Om den universelle rets grundelementer). 
Efter fangenskabet havde Pufendorf professorater i Heidelberg og Lund, hvorfra han i 1672 udsendte sit hovedværk, De iure naturae et gentium (Om natur- og folkeretten). En populariseret udgave af værket fik vid udbredelse og oversattes bl.a. til dansk. Da Danmark generobrede det meste af Skåne i 1676, måtte Pufendorff flygte fra Lund. Pufendorf kaldtes dererfter til Stockholm som kongelig historiograf, hvor han skrev om Sveriges og Danmarks historie, og i 1688 blev han hofhistoriograf i Berlin. Pufendorf skrev også en historiebog hvori han forsvarede Sveriges erobring af Skåne og dele af Norge ved at sige at de provinser oprindeligt var svenske: "de gammle Swerikes Gränsar igen heladt".
Pufendorfs naturretssystem, som Ludvig Holberg omtrent kopierede i værket Moralske Kierne eller Introduction til Naturens og Folke-Rettens Kundskab (1716), byggede på forestillingen om, at mennesket har pligter mod Gud, mod sig selv og mod andre mennesker. Menneskene opfattes som sociale væsener forpligtet til gensidig hjælp, hvilket garanteres gennem kontrakter – heraf kontraktteori.